# 涙の茉莉花LOVE
「涙の茉莉花LOVE」（なみだのジャスミン・ラヴ）は、河合その子のソロデビューシングル。1985年9月1日発売。発売元はCBS/SONY。品番はEP: 07SH-1684。

## 背景
当時おニャン子クラブの会員番号12番だった河合その子のソロ・デビュー第1弾シングル。河合がおニャン子クラブからのソロ・デビュー第1号にあたる。
1987年9月20日に行われた、代々木第一体育館でのおニャン子クラブ解散コンサートに出演し、同曲を披露した。
B面の「恋のチャプターA to Z」は河合その子 with おニャン子クラブ名義。バックのメンバーは国生さゆり・名越美香・高井麻巳子・城之内早苗で、よみうりランドでのデビュー握手会イベントなどにも随伴した。

## 制作
表題曲である「涙の茉莉花LOVE」の作詞者にある"T2"とは、ディレクターの稲葉竜文と後藤次利の共同ペンネームである。1988年に発売されたベスト・アルバム『Dedication』では、アレンジを大きく変えた新録音ヴァージョンが収録されている。

## ライブパフォーマンス
曲の初めと終わりの部分で、キーボードを自ら弾くパフォーマンスが見られた。

## チャート成績
初チャートイン（第5位）翌週のオリコンシングルチャートにて第1位を獲得し（9月16日・23日付）、おニャン子クラブ関連でも初の1位獲得であった。
TBS系の音楽番組『ザ・ベストテン』では、9月26日放送分で9位で初登場（同週は「セーラー服を脱がさないで」も6位にランクイン）。10月17日放送分まで合計4週にわたってランクインした。

## 収録曲
- 全作曲・編曲: 後藤次利

1. 涙の茉莉花LOVE
  - 作詞: T2
2. 恋のチャプターA to Z
歌: 河合その子 with おニャン子クラブ
  - 作詞: 島武実

## 楽曲の収録アルバム
涙の茉莉花LOVE
- 『その子』
- 『Dedication』
  - バラード調にアレンジされている。
- 『sonnet』
- 『河合その子 ベスト・コレクション』
- 『おニャン子クラブA面コレクション Vol.1』
- 『GOLDEN☆BEST 河合その子』
- 『30-35 VOL.3 「おニャン子クラブ」特集』

恋のチャプターA to Z
- 『その子』
- 『PANIC THE WORLD』
- 『おニャン子クラブB面コレクション Vol.1』
- 『GOLDEN☆BEST 河合その子』
- 『おニャン子クラブ大全集・上巻』
- 『おニャン子クラブ大全集 for HiQualityCD 上・下巻 限定CD-BOX』